# Березуцкий, Юрий Николаевич
Юрий Николаевич Березуцкий (род. 8 августа 1956, Егорьевск, Московская область) — российский политический деятель, депутат Государственной думы VII созыва, член фракции «Единая Россия», член комитета по информационной политике, информационным технологиям и связи.

## Биография
В 1978 году получил высшее образование по специальности «Инженер-электромеханик» окончив Хабаровский институт инженеров железнодорожного транспорта. С 1978 по 1984 год работал в Хабаровском институте инженеров железнодорожного транспорта в должности младшего научного сотрудника, преподавателем кафедры «Электроснабжение железной дороги». В 1987 году защитил диссертацию на соискание степени кандидата технических наук в Московском институте инженеров железнодорожного транспорта. После получения учёной степени вернулся в Хабаровск, с 1987 по 1988 год работал в Хабаровском институте инженеров железнодорожного транспорта старшим преподавателем, доцентом. С 1989 по 1991 год работал секретарём партийного комитета КПСС. С 1991 по 2006 год работал в Дальневосточном государственном университете путей сообщения (Хабаровский институт инженеров железнодорожного транспорта был переименован в 1993 году в академию, с 1997 года получил название Дальневосточного государственного университета путей сообщения) в должности проректора по учебно-воспитательной работе, начальник учебно-методического управления, проректор-помощник ректора.
В декабре 2000 года избран депутатом Хабаровской городской Думы. В 2004 году был повторно избран депутатом Хабаровской городской Думы по одномандатному избирательному округу № 9. В 2006 году досрочно сложил с себя депутатские полномочия в связи с назначением Законодательной думой Хабаровского края по представлению губернатора уполномоченным по правам человека в Хабаровском крае. Работал уполномоченным по правам человека в Хабаровском крае с 2006 по 2016 год.
В сентябре 2016 года баллотировался по спискам партии «Единая Россия» в Госдуму, по итогам распределения мандатов избран депутатом Государственной Думы VII созыва.
В 2021 году не баллотировался в Государственную Думу VIII созыва.
После окончания депутатских полномочий вернулся в ДВГУПС, где работает рядовым доцентом.
28 декабря 2022 года утвержден в статусе члена Общественной палаты Хабаровского края.
С декабря 2022 года работает в должности доцента кафедры "Системы электроснабжения" Дальневосточного государственного университета путей сообщения.

## Законотворческая деятельность
С 2016 по 2019 год, в течение исполнения полномочий депутата Государственной Думы VII созыва, выступил соавтором 47 законодательных инициатив и поправок к проектам федеральных законов.

## Семейное положение
Женат. Имеет двое детей — дочь и сын.

## Награды
- Памятный знак «МПА СНГ. 25 лет» (13 октября 2017 года) — за содействие в деятельности Межпарламентской Ассамблеи и её органов[14]

Имеет ряд ведомственных наград, знак "Почетный железнодорожник" (1997). Отмечен Почетной грамотой уполномоченного по правам человека в РФ Владимира Лукина (2011)